# La Maternelle (roman)
Pour les articles homonymes, voir La Maternelle.
La Maternelle est un roman de Léon Frapié paru en 1904 qui a obtenu le prix Goncourt la même année. Il s'agit d'une sorte de roman autobiographique par procuration, puisque son auteur utilise très largement non pas ses propres souvenirs, mais ceux de son épouse, Léonie Mouillefert, qu'il a épousée en 1888.

## Historique
Le roman, publié aux éditions de La Librairie universelle fondée par Henri de Noussanne, est récompensé du prix Goncourt et par ailleurs devient un succès littéraire avec 440 000 exemplaires vendus.

## Résumé
La narratrice, jeune fille de bonne famille, a fait de très hautes études (pour l’époque) puisqu’elle est licenciée de l’université. Le malheur la frappe soudain : s’enchaînent la disparition de la fortune familiale, la mort de son père et par voie de conséquence la rupture de ses fiançailles. Réduite à l'hospitalité revêche de son oncle, elle est contrainte de se loger de manière plus que sommaire et de travailler ; mais son trop haut niveau d’études ne lui permet pas de postuler à un emploi d’institutrice. C’est donc en cachant ses diplômes qu’elle se fait engager comme femme de service dans une école maternelle du quartier des Plâtriers, qui n’était pas encore tout à fait Paris, car annexé à la capitale avec Ménilmontant, et désormais partie d'un arrondissement aux limites de La Zone.

## Analyse
La Maternelle est le récit à la première personne d'une femme qui témoigne d’une longue année de « torchage » d’enfants miséreux au ventre creux qui fait la peinture de l’école de Jules Ferry.
Il s'inscrit dans la lignée du réalisme socialisant d'un Émile Zola, mais diffère profondément de cette famille d’esprit par sa critique acerbe du monde de l’enseignement et de ses valeurs.  Frapié est sans pitié pour les valeurs enseignées : résignation, obéissance, servilité…
En témoigne un extrait de son texte :
Les enfants jouent à la guerre, au cheval, au voleur ; ils reproduisent dans leurs jeux leur destinée d’obéir, d’être exploités et malmenés ; et, la conception du mieux, le besoin d’art, ne peut élever chacun qu’au rêve de devenir, à son tour, celui qui commande, celui qui exploite ou qui frappe : l’officier, le cocher, le gendarme.
(…) « N’élevez pas vos regards trop haut ; luttez entre vous. – La violence envers les faibles est permise : témoin l’action des parents sur les enfants ; témoin l’éternel refrain de style national : les étrangers nous sont inférieurs, au physique, au moral, ce sont des misérables auprès de nous, Grands Français, il faut les battre. »
Du reste, l’éducation vient simplement en aide à la propension naturelle : on incline toujours vers le plus facile à faire. Les bas malfaiteurs dévalisent un débardeur, sur le quai, pour cent sous, plutôt que d’assaillir une poche contenant cent francs. Les cochers d’omnibus et les charretiers « ne se ratent pas », réciproquement ; on jurerait qu’ils ne peuvent s’en prendre à d’autres de la difficulté de vivre.
Du reste encore, s’il en était autrement, les gens comme il faut ne connaîtraient plus de sécurité, ou bien le monde changerait et – Dieu merci ! – le monde n’a pas envie de changer. (Chap. VII)

## Éditions
- La Maternelle, éditions la Librairie universelle, Paris, 1904.

## Cinéma
Ce roman a été adapté au moins trois fois au cinéma :
- La Maternelle de Gaston Roudès (1925) ;
- La Maternelle de Jean Benoît-Lévy (1933) ;
- La Maternelle d'Henri Diamant-Berger (1949).